# 会議

共和政古代ローマの
元老院における会議。
「カティリナを攻撃するキケロ」
チェーザレ・マッカリ画（1888年）

会議（かいぎ）は、特定の議題に関して意見交換・審議し、合意・施策などの意思決定をすること、および構成員の集まりを意味する。また、それらの集まりを計画・管理・運営する合議体の意味もある。
類似した集まりを意味する単語に「会合」、「討議」、「打ち合せ」、「寄り合い」などがある。
英語のmeeting（ミーティング）は集まり・協議を意味し、conference（コンファレンス）は協議および協議体を意味する。

## 概要
会議は、組織において、最も重要な人間と人間との間の意思を伝達する手段である。
特に民主主義を標榜する集団に於いては、議決機関である国家や企業は常に会議の形を取り、多数で相談の上で決定する。
ただし、国家や企業のトップが独裁的な場合には、単に形式だけの会議が行われて提出された議案が承認される、という建前に使われる場合もある。
会議形式を会議体という。特に近年、会議の進行役をファシリテーターという。

### ファシリテーター
会議を考案し進行役を務めるファシリテーターという専門職がある。そもそも会議は、時間や人件費など、貴重なリソースを投じて行われる。
ファシリテーターは、会議の進行を通じてそれら「資源の浪費」を防ぐ役割を担うことが多い。

## 会議の種類

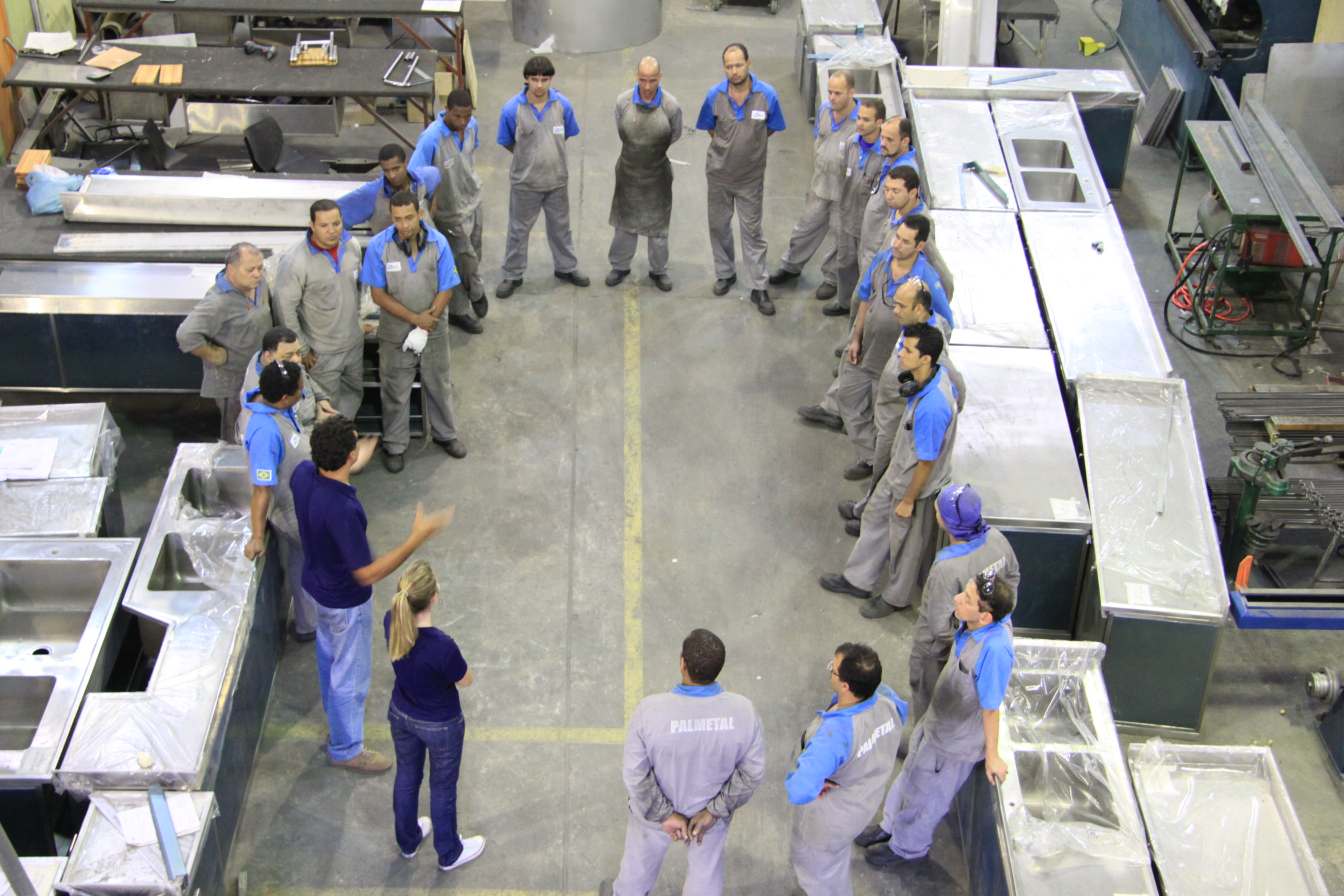
トレーニングミーティング

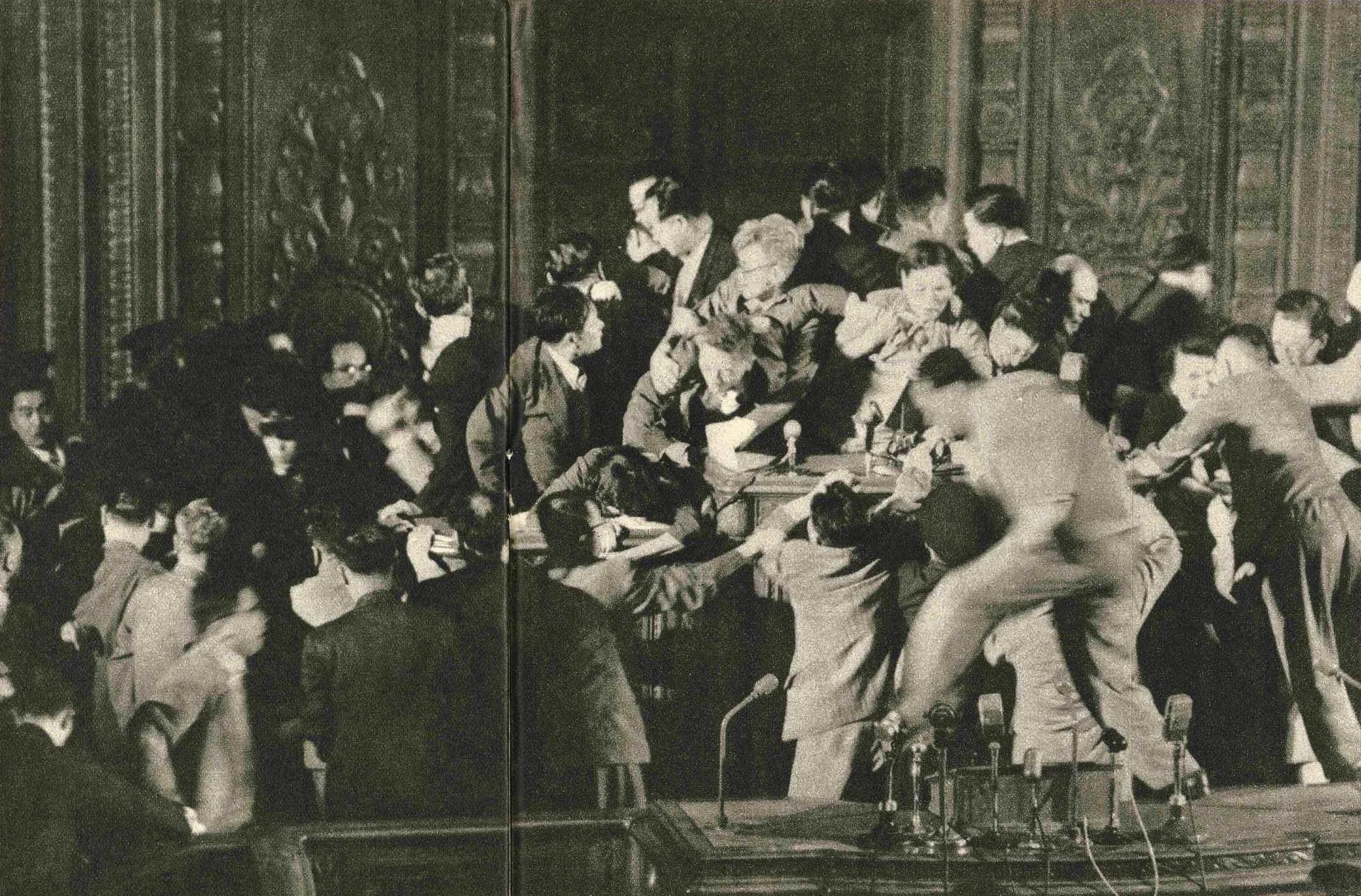
衆議院での会議の様子（1954年6月3日 改正警察法案の審議）

- 国際会議 - 主要国首脳会議・国際連合安全保障理事会など
- 本会議 - 衆議院・参議院の両院で行われる会議の事。
- 株主総会
- 取締役会 - 監査役会
- 経営会議
- 重役会議
- スタッフ会議
- チーム会議
- 個人会議（会合）
- 特別会議、緊急会議　- 緊急時
- 職員会議 - 大学、学校など
- 家族会議 - 家庭内の重大事を話し合う会議
- コンファレンス(conference):会議におけるコンファレンスとは、主に研究会、協議会、検討会や会談を指して呼ぶ。プレスコンファレンスとは、取材記者との間で会議が行われる訳ではなく、記者発表会の意味である。記者と質疑応答などが行われる。
- アンカンファレンス
- ブリーフィング:会議におけるブリーフィングとは、要旨、要点などを手短に行う連絡形式である。軍では作戦説明を指して呼ぶ。
- 立席会議
- 朝食会議
- 遠隔会議
- 円卓会議
- Web会議 / ビデオ会議
- 委員会

## 会議の進行方法
会議の進行方法は会議様式によってまちまちであるが、以下の方法が一般的とされる。
- 司会及び進行役として議長もしくはファシリテーターを置く。
- あらかじめ提出され、まとめられた議題(議題要約、レジュメとも)に基づいて進行する。
- 提案、質疑応答、議論、最後に議決が行われる。

会議の内容は保存されるべきものであり、その記録は議事録といわれる。

議事録を作成する係を一般に書記と呼ぶ。速記者などがこれに当たることもある。

参考資料が必要な場合には印刷物を配布することがある。

近年はプロジェクターなどのモニターにPC画面を映し出して会議を進める例も多くなっている。

## 会議室
会議を行うために設けられた部屋を会議室という。

## ソフトウェア
会議に使用されるソフトウェアとして、プレゼン形式の会議ならばPowerPointが最もよく使用される。
互いに意見を出しあう会議で、ブレインストーミング等を行うときはMindManagerが用いられることもある。

## 派生言語
- 「ファンミーティング」　タレント、歌手、スポーツチーム・選手など、特定の人物や団体・ユニットのファンを集めての交流会という意味で使われている。
- ニコニコ大会議　ニコニコ動画のユーザーや視聴者を中心に行われる会議体で、リアルとバーチャルの2面がある。